# National Bank of Egypt SC
Der National Bank of Egypt Sporting Club (arabisch نادي البنك الأهلي المصري الرياضي, DMG Nādī l-Bank al-Ahlī al-Miṣrī ar-Riyāḍī) ist ein ägyptischer Sportverein aus der Hauptstadt Kairo. Der Verein spielt in der höchsten Liga des Landes, der Egyptian Premier League.

## Geschichte
Der Verein wurde 1951 gegründet und spielt seit der Saison 2020/21 in der ersten Liga. Eigentümer des Klubs ist die National Bank of Egypt.

## Erfolge
- Egyptian Second Division (Group A): 2019/20[1]  ▲

## Stadion
Der Verein trägt seine Heimspiel im Kairo International Stadion in der Hauptstadt Kairo aus. Das Stadion hat ein Fassungsvermögen von 74.100 Personen.

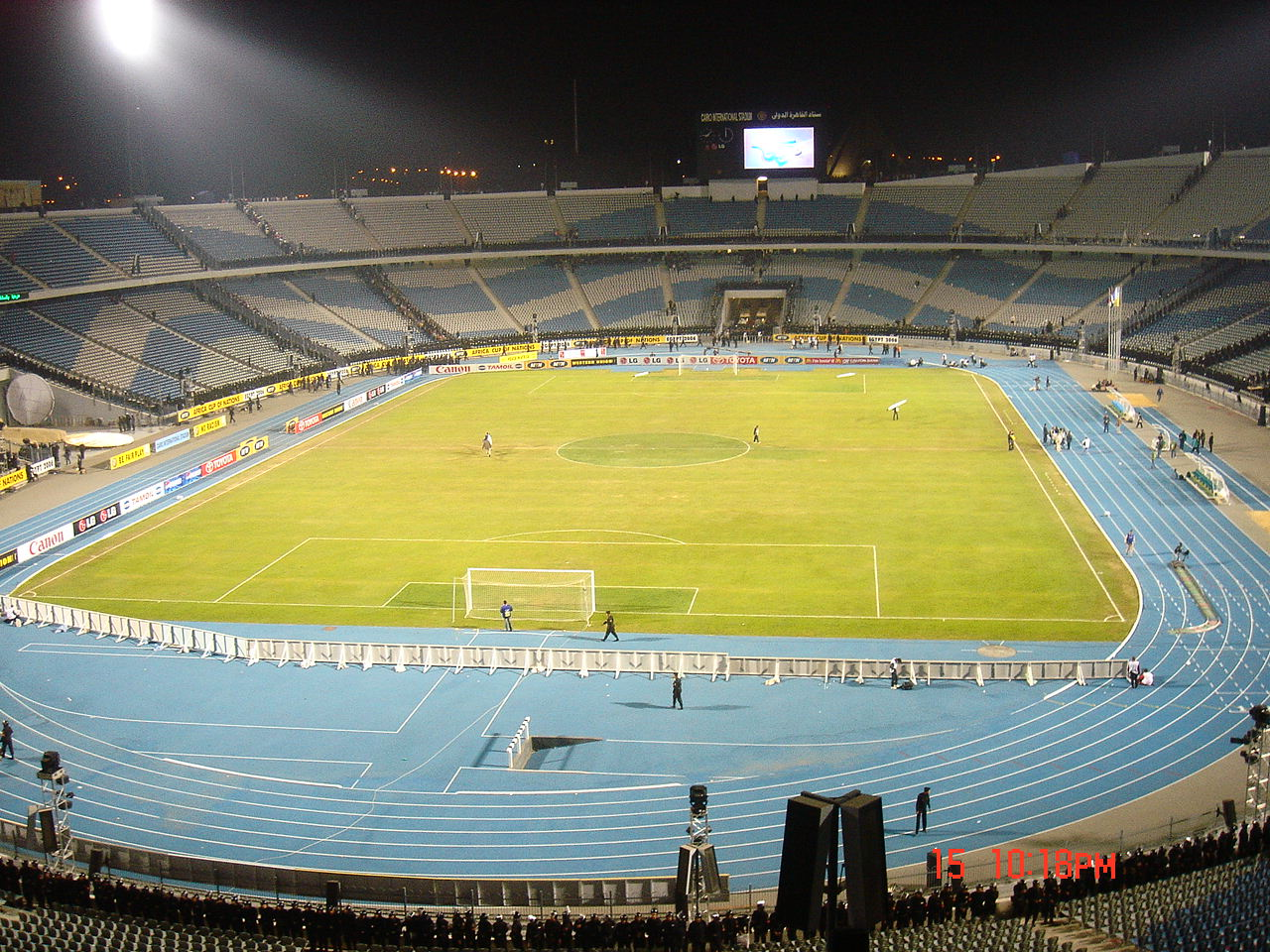
Kairo International Stadion

## Trainer
Stand: 12. Mai 2025
| Trainer                | Nation              | von              | bis              |
| ---------------------- | ------------------- | ---------------- | ---------------- |
| Eid Maraziq            | Ägypten             | 29. April 2018   | 15. Oktober 2020 |
| Mohamed Youssef        | Ägypten             | 19. Oktober 2020 | 17. Februar 2021 |
| Khaled Galal           | Ägypten             | 20. Februar 2021 | 1. Dezember 2022 |
| Helmi Toulan           | Ägypten             | 1. Dezember 2022 | 11. Januar 2023  |
| Amir Abdelaziz         | Ägypten             | 11. Januar 2023  | 26. Januar 2023  |
| Nikodimos Papavasiliou | Zypern Griechenland | 26. Januar 2023  | 30. Oktober 2023 |
| Tarek Mostafa          | Ägypten             | 30. Oktober 2023 |                  |

## Spieler
Stand: Januar 2025
| Nr. |                | Position | Name                 |
| --- | -------------- | -------- | -------------------- |
| 1   | Agypten        | TW       | Ahmed Sobhi          |
| 2   | Agypten        | AB       | Mohamed Abdel Ghani  |
| 3   | Guinea-a       | AB       | Alpha Boubacar Keita |
| 4   | Burkina Faso   | AB       | Saïdou Simporé       |
| 5   | Agypten        | MF       | Mohamed Fathy        |
| 6   | Agypten        | AB       | Mahmoud El-Gazzar    |
| 7   | Agypten        | AB       | Hesham Salah         |
| 8   | Agypten        | MF       | Ahmed Yasser Rayyan  |
| 9   | Agypten        | ST       | Osama Faisal         |
| 10  | Agypten        | MF       | Mohamed Ibrahim      |
| 11  | Ghana          | AB       | Issahaku Yakubu      |
| 12  | Agypten        | AB       | Ayman Ashraf         |
| 13  | Agypten        | MF       | Ahmed Rabie          |
| 14  | Elfenbeinküste | MF       | Serge Arnaud Aka     |
| 15  | Agypten        | AB       | Shefo                |

| Nr. |                            | Position | Name                 |
| --- | -------------------------- | -------- | -------------------- |
| 16  | Agypten                    | TW       | Gabaski              |
| 17  | Agypten                    | MF       | Ahmed Said           |
| 18  | Agypten                    | ST       | Sayed Abdallah       |
| 19  | Agypten                    | ST       | Mostafa Shehata      |
| 20  | Agypten                    | AB       | Amir Medhat          |
| 21  | Agypten                    | MF       | Ahmed Madbouly       |
| 23  | Agypten                    | AB       | Mohamed Bassiouny    |
| 25  | Agypten                    | MF       | Mohamed Helal        |
| 26  | Palastina Autonomiegebiete | AB       | Mousa Farawi         |
| 27  | Agypten                    | TW       | Abdelaziz El Balouti |
| 28  | Agypten                    | MF       | Mohamed Grendo       |
| 29  | Agypten                    | AB       | Ahmed Yassin         |
| 30  | Togo                       | ST       | Yaw Annor            |
| 31  | Kamerun                    | MF       | Daw Serial           |
| 34  | Guinea-a                   | ST       | Oumar Doumbouya      |